# Coppa Italia 1980/81
Die Coppa Italia 1980/81, den Fußball-Pokalwettbewerb für Vereinsmannschaften in Italien der Saison 1980/81, gewann die AS Rom. Die Roma traf im Finale auf Torino Calcio und konnte die Coppa Italia zum vierten Mal gewinnen. Mit 1:1 und 5:3 nach Elfmeterschießen setzte sich die Mannschaft von Trainer Nils Liedholm durch. Dabei konnte man den im Vorjahr gegen den gleichen Gegner errungenen Titel verteidigen.
Als italienischer Pokalsieger 1980/81 qualifizierte sich die AS Rom für den Europapokal der Pokalsieger des folgenden Jahres, wo man bereits in der zweiten Runde gegen den portugiesischen Vertreter FC Porto ausschied.

## Gruppenphase
AS Rom hatte als Titelverteidiger ein Freilos für die 1. Gruppenphase.

### Gruppe 1
| Pl. | Verein         | Sp. | S | U | N | Tore    | Diff. | Punkte |
| --- | -------------- | --- | - | - | - | ------- | ----- | ------ |
| 1.  | Juventus Turin | 4   | 3 | 1 | 0 | 008:300 | +5    | 07     |
| 2.  | Udinese Calcio | 4   | 1 | 3 | 0 | 005:300 | +2    | 05     |
| 3.  | CFC Genua      | 4   | 0 | 3 | 1 | 002:400 | −2    | 03     |
| 4.  | AS Taranto     | 4   | 1 | 1 | 2 | 002:400 | −2    | 03     |
| 5.  | Brescia Calcio | 4   | 0 | 2 | 2 | 002:500 | −3    | 02     |

| 1. Spieltag    |     |                |
| CFC Genua      | 1:1 | Brescia Calcio |
| Udinese Calcio | 2:2 | Juventus Turin |
| 2. Spieltag    |     |                |
| CFC Genua      | 0:0 | Udinese Calcio |
| Juventus Turin | 2:0 | AS Taranto     |
| 3. Spieltag    |     |                |
| Brescia Calcio | 0:1 | Juventus Turin |
| Udinese Calcio | 2:0 | AS Taranto     |
| 4. Spieltag    |     |                |
| Brescia Calcio | 1:1 | Udinese Calcio |
| AS Taranto     | 0:0 | CFC Genua      |
| 5. Spieltag    |     |                |
| Juventus Turin | 3:1 | CFC Genua      |
| AS Taranto     | 2:0 | Brescia Calcio |

### Gruppe 2
| Pl. | Verein         | Sp. | S | U | N | Tore    | Diff. | Punkte |
| --- | -------------- | --- | - | - | - | ------- | ----- | ------ |
| 1.  | US Avellino    | 4   | 2 | 2 | 0 | 007:300 | +4    | 06     |
| 2.  | US Palermo     | 4   | 3 | 0 | 1 | 006:400 | +2    | 06     |
| 3.  | Inter Mailand  | 4   | 1 | 2 | 1 | 003:300 | ±0    | 04     |
| 4.  | AC Mailand     | 4   | 1 | 1 | 2 | 002:300 | −1    | 03     |
| 5.  | Catania Calcio | 4   | 0 | 1 | 3 | 003:800 | −5    | 01     |

| 1. Spieltag    |     |                |
| US Avellino    | 1:1 | AC Mailand     |
| Catania Calcio | 0:0 | Inter Mailand  |
| 2. Spieltag    |     |                |
| AC Mailand     | 1:0 | Catania Calcio |
| US Palermo     | 0:1 | US Avellino    |
| 3. Spieltag    |     |                |
| US Avellino    | 4:1 | Catania Calcio |
| Inter Mailand  | 1:2 | US Palermo     |
| 4. Spieltag    |     |                |
| Inter Mailand  | 1:1 | US Avellino    |
| US Palermo     | 1:0 | AC Mailand     |
| 5. Spieltag    |     |                |
| Catania Calcio | 2:3 | US Palermo     |
| AC Mailand     | 0:1 | Inter Mailand  |

### Gruppe 3
| Pl. | Verein           | Sp. | S | U | N | Tore    | Diff. | Punkte |
| --- | ---------------- | --- | - | - | - | ------- | ----- | ------ |
| 1.  | SPAL Ferrara     | 4   | 3 | 1 | 0 | 009:300 | +6    | 07     |
| 2.  | Cagliari Calcio  | 4   | 2 | 1 | 1 | 007:600 | +1    | 05     |
| 3.  | US Foggia        | 4   | 1 | 2 | 1 | 006:800 | −2    | 04     |
| 4.  | AC Monza Brianza | 4   | 1 | 0 | 3 | 005:700 | −2    | 02     |
| 5.  | FC Como          | 4   | 0 | 2 | 2 | 001:400 | −3    | 02     |

| 1. Spieltag      |     |                  |
| AC Monza Brianza | 2:0 | FC Como          |
| SPAL Ferrara     | 4:0 | US Foggia        |
| 2. Spieltag      |     |                  |
| Cagliari Calcio  | 1:0 | AC Monza Brianza |
| FC Como          | 0:0 | US Foggia        |
| 3. Spieltag      |     |                  |
| Cagliari Calcio  | 2:1 | FC Como          |
| AC Monza Brianza | 1:2 | SPAL Ferrara     |
| 4. Spieltag      |     |                  |
| FC Como          | 0:0 | SPAL Ferrara     |
| US Foggia        | 2:2 | Cagliari Calcio  |
| 5. Spieltag      |     |                  |
| US Foggia        | 4:2 | AC Monza Brianza |
| SPAL Ferrara     | 3:2 | Cagliari Calcio  |

### Gruppe 4
| Pl. | Verein           | Sp. | S | U | N | Tore    | Diff. | Punkte |
| --- | ---------------- | --- | - | - | - | ------- | ----- | ------ |
| 1.  | AC Florenz       | 4   | 2 | 2 | 0 | 006:200 | +4    | 06     |
| 2.  | Atalanta Bergamo | 4   | 2 | 2 | 0 | 004:100 | +3    | 06     |
| 3.  | AC Pistoiese     | 4   | 1 | 1 | 2 | 001:300 | −2    | 03     |
| 4.  | AC Cesena        | 4   | 1 | 1 | 2 | 005:800 | −3    | 03     |
| 5.  | Rimini Calcio    | 4   | 0 | 2 | 2 | 002:400 | −2    | 02     |

| 1. Spieltag      |     |                  |
| AC Cesena        | 2:0 | AC Pistoiese     |
| Rimini Calcio    | 0:0 | Atalanta Bergamo |
| 2. Spieltag      |     |                  |
| Atalanta Bergamo | 1:1 | AC Florenz       |
| AC Cesena        | 2:2 | Rimini Calcio    |
| 3. Spieltag      |     |                  |
| Atalanta Bergamo | 2:0 | AC Cesena        |
| AC Florenz       | 0:0 | AC Pistoiese     |
| 4. Spieltag      |     |                  |
| AC Florenz       | 4:1 | AC Cesena        |
| AC Pistoiese     | 1:0 | Rimini Calcio    |
| 5. Spieltag      |     |                  |
| AC Pistoiese     | 0:1 | Atalanta Bergamo |
| Rimini Calcio    | 0:1 | AC Florenz       |

### Gruppe 5
| Pl. | Verein            | Sp. | S | U | N | Tore    | Diff. | Punkte |
| --- | ----------------- | --- | - | - | - | ------- | ----- | ------ |
| 1.  | FC Bologna        | 4   | 3 | 1 | 0 | 007:200 | +5    | 07     |
| 2.  | SSC Neapel        | 4   | 3 | 1 | 0 | 006:300 | +3    | 07     |
| 3.  | Lanerossi Vicenza | 4   | 2 | 0 | 2 | 004:600 | −2    | 04     |
| 4.  | Sampdoria Genua   | 4   | 1 | 0 | 3 | 002:300 | −1    | 02     |
| 5.  | SC Pisa           | 4   | 0 | 0 | 4 | 001:600 | −5    | 0      |

| 1. Spieltag       |     |                   |
| Lanerossi Vicenza | 1:0 | Sampdoria Genua   |
| SC Pisa           | 1:2 | FC Bologna        |
| 2. Spieltag       |     |                   |
| SSC Neapel        | 1:0 | Sampdoria Genua   |
| SC Pisa           | 0:1 | Lanerossi Vicenza |
| 3. Spieltag       |     |                   |
| FC Bologna        | 1:1 | SSC Neapel        |
| Sampdoria Genua   | 2:0 | SC Pisa           |
| 4. Spieltag       |     |                   |
| FC Bologna        | 3:0 | Lanerossi Vicenza |
| SSC Neapel        | 1:0 | SC Pisa           |
| 5. Spieltag       |     |                   |
| Lanerossi Vicenza | 2:3 | SSC Neapel        |
| Sampdoria Genua   | 0:1 | FC Bologna        |

### Gruppe 6
| Pl. | Verein         | Sp. | S | U | N | Tore    | Diff. | Punkte |
| --- | -------------- | --- | - | - | - | ------- | ----- | ------ |
| 1.  | Lazio Rom      | 4   | 3 | 1 | 0 | 007:100 | +6    | 07     |
| 2.  | Ascoli Calcio  | 4   | 2 | 1 | 1 | 004:200 | +2    | 05     |
| 3.  | Pescara Calcio | 4   | 2 | 0 | 2 | 003:500 | −2    | 04     |
| 4.  | FC Varese      | 4   | 1 | 1 | 2 | 003:300 | ±0    | 03     |
| 5.  | Hellas Verona  | 4   | 0 | 1 | 3 | 000:600 | −6    | 01     |

| 1. Spieltag    |     |                |
| Pescara Calcio | 0:2 | Lazio Rom      |
| Hellas Verona  | 0:0 | FC Varese      |
| 2. Spieltag    |     |                |
| Pescara Calcio | 1:0 | Hellas Verona  |
| FC Varese      | 0:1 | Ascoli Calcio  |
| 3. Spieltag    |     |                |
| Lazio Rom      | 2:1 | FC Varese      |
| Hellas Verona  | 0:2 | Ascoli Calcio  |
| 4. Spieltag    |     |                |
| Ascoli Calcio  | 1:2 | Pescara Calcio |
| Lazio Rom      | 3:0 | Hellas Verona  |
| 5. Spieltag    |     |                |
| Ascoli Calcio  | 0:0 | Lazio Rom      |
| FC Varese      | 2:0 | Pescara Calcio |

### Gruppe 7
| Pl. | Verein        | Sp. | S | U | N | Tore    | Diff. | Punkte |
| --- | ------------- | --- | - | - | - | ------- | ----- | ------ |
| 1.  | Torino Calcio | 4   | 3 | 1 | 0 | 010:300 | +7    | 07     |
| 2.  | AC Perugia    | 4   | 1 | 2 | 1 | 003:300 | ±0    | 04     |
| 3.  | US Catanzaro  | 4   | 2 | 0 | 2 | 003:500 | −2    | 04     |
| 4.  | AS Bari       | 4   | 1 | 1 | 2 | 003:300 | ±0    | 03     |
| 5.  | US Lecce      | 4   | 0 | 2 | 2 | 001:600 | −5    | 02     |

| 1. Spieltag   |     |               |
| US Catanzaro  | 1:0 | US Lecce      |
| AC Perugia    | 1:0 | AS Bari       |
| 2. Spieltag   |     |               |
| AS Bari       | 1:2 | Torino Calcio |
| US Lecce      | 1:1 | AC Perugia    |
| 3. Spieltag   |     |               |
| US Catanzaro  | 1:0 | AC Perugia    |
| Torino Calcio | 4:0 | US Lecce      |
| 4. Spieltag   |     |               |
| US Lecce      | 0:0 | AS Bari       |
| Torino Calcio | 3:1 | US Catanzaro  |
| 5. Spieltag   |     |               |
| AS Bari       | 2:0 | US Catanzaro  |
| AC Perugia    | 1:1 | Torino Calcio |

## Viertelfinale
|              | Gesamt |                | Hinspiel | Rückspiel |
| ------------ | ------ | -------------- | -------- | --------- |
| US Avellino  | 3:6    | Juventus Turin | 1:3      | 2:3       |
| Lazio Rom    | 0:4    | FC Bologna     | 0:2      | 0:2       |
| AC Florenz   | 0:1    | AS Rom         | 0:1      | 0:0       |
| SPAL Ferrara | 1:4    | Torino Calcio  | 1:0      | 0:4       |

## Halbfinale
|                | Gesamt |               | Hinspiel | Rückspiel |
| -------------- | ------ | ------------- | -------- | --------- |
| FC Bologna     | 4:5    | Torino Calcio | 2:2      | 2:3 n. V. |
| Juventus Turin | 1:2    | AS Rom        | 0:1      | 1:1       |

## Finale

### Hinspiel
| AS Rom                                 | AS Rom | Torino Calcio | Torino Calcio |
| -------------------------------------- | --- | --- | ------------- |
| AS Rom                                 | \| Finale \| \| 13. Juni 1981 in Rom (Stadio Olimpico) \| \| Ergebnis: 1:1 (1:0) \| \| Schiedsrichter: Claudio Pieri \| | \| Finale \| \| 13. Juni 1981 in Rom (Stadio Olimpico) \| \| Ergebnis: 1:1 (1:0) \| \| Schiedsrichter: Claudio Pieri \| | Torino Calcio |
| AS Rom                                 | Franco Tancredi – Vincenzo Romano, Maurizio Turone, Sergio Santarini, Domenico Maggiora – Bruno Conti, Agostino Di Bartolomei, Falcão, Carlo Ancelotti, Roberto Scarnecchia – Paolo Alberto Faccini Cheftrainer: Nils Liedholm | Giuliano Terraneo – Agatino Cuttone, Luigi Danova, Roberto Salvadori, Domenico Volpati – Dante Bertoneri, Eraldo Pecci, Renato Zaccarelli (28. Daniele Davin), Claudio Sclosa – Francesco Graziani, Paolino Pulici (67. Vincenzo D’Amico) Cheftrainer: Romano Cazzaniga | Torino Calcio |
| AS Rom                                 | 1:0 Carlo Ancelotti (31.) | 1:1 Sergio Santarini (59., Eigentor) | Torino Calcio |
| Finale                                 | | |               |
| 13. Juni 1981 in Rom (Stadio Olimpico) | | |               |
| Ergebnis: 1:1 (1:0)                    | | |               |
| Schiedsrichter: Claudio Pieri          | | |               |

### Rückspiel
| Torino Calcio                             | Torino Calcio | AS Rom | AS Rom |
| ----------------------------------------- | --- | --- | ------ |
| Torino Calcio                             | \| Finale \| \| 17. Juni 1981 in Turin (Stadio Communale) \| \| Ergebnis: 1:1 n. V. (1:1, 1:0), 2:4 i. E. \| \| Schiedsrichter: Alberto Michelotti \| | \| Finale \| \| 17. Juni 1981 in Turin (Stadio Communale) \| \| Ergebnis: 1:1 n. V. (1:1, 1:0), 2:4 i. E. \| \| Schiedsrichter: Alberto Michelotti \| | AS Rom |
| Torino Calcio                             | Giuliano Terraneo – Agatino Cuttone, Luigi Danova, Patrizio Sala, Domenico Volpati – Dante Bertoneri, Eraldo Pecci, Renato Zaccarelli (98. Daniele Davin), Claudio Sclosa – Francesco Graziani, Paolino Pulici (75. Roberto Salvadori) Cheftrainer: Romano Cazzaniga | Franco Tancredi – Vincenzo Romano, Maurizio Turone (120. Sergio Santarini), Dario Bonetti, Domenico Maggiora – Bruno Conti, Agostino Di Bartolomei, Falcão, Carlo Ancelotti, Roberto Scarnecchia – Roberto Pruzzo (46. Luca Birigozzi) Cheftrainer: Nils Liedholm | AS Rom |
| Torino Calcio                             | 1:0 Agatino Cuttone (37.) | 1:1 Agostino Di Bartolomei (62.) | AS Rom |
| Torino Calcio                             | Elfmeterschießen | | AS Rom |
| Torino Calcio                             | Eraldo Pecci 1:2 Claudio Sclosa 2:3 Dante Bertoneri Francesco Graziani | 0:1 Carlo Ancelotti 0:2 Bruno Conti 1:3 Sergio Santarini Agostino Di Bartolomei 2:4 Falcão | AS Rom |
| Finale                                    | | |        |
| 17. Juni 1981 in Turin (Stadio Communale) | | |        |
| Ergebnis: 1:1 n. V. (1:1, 1:0), 2:4 i. E. | | |        |
| Schiedsrichter: Alberto Michelotti        | | |        |